# Danny Cummings
Danny Cummings är en brittisk trummis och slagverkare, mest känd från hans medverkan i Dire Straits och senare med Mark Knopfler som soloartist.
Cummings har medverkat på album med artister så som Dire Straits, Mark Knopfler, Tina Turner, George Michael, Elton John, Pet Shop Boys, Bryan Adams, Simply Red, Les McKeown, John Martyn med flera.
Vid tolv års ålder började Cummings spela trummor i sitt skolband, med blev sedan intresserad av ett par bongos som hans farföräldrar tagit med sig från Trinidad. Hans tidiga musikaliska influenser var Curtis Mayfield, Isaac Hayes och Bill Withers, och som han själv förklarar, "som vilken slagverkare som helst som spelar congas i modern musik skulle säga, var Carlos Santana en stor influens". 
1991 medverkade han på Dire Straits sista studioalbum On Every Street, och på den efterföljande turnén som resulterade i livealbumet On the Night som senare släpptes på DVD. Till Knopflers andra soloalbum Sailing to Philadelphia medverkade han på några låtar. 2002 var han tillbaka med Knopfler och delar av det gamla bandet igen, fast nu som trummis, då Knopfler gjorde fyra välgörenhetsspelningar. Till Knopflers turné 2005 fick Cummings hastigt hoppa in i bandet då den tidigare Chad Cromwell var tvungen att lämna bandet. Sedan dess har han medverkat på alla hans album och spelningar.
Förutom live-DVD:n On the Night finns han med på livealbumet/DVD:n Real Live Roadrunning med Knopfler och Emmylou Harris.
2007 medverkade han på Guy Fletchers album Inamorata.